# محوطه قشلاق هواس پیروز
محوطه قشلاق هواس پیروز مربوط به دوران‌های تاریخی پس از اسلام است و در شهرستان بیجار، بخش مرکزی، روستای دولت‌آباد واقع شده و این اثر در تاریخ ۲۴ فروردین ۱۳۸۲ با شمارهٔ ثبت ۸۰۶۴ به‌عنوان یکی از آثار ملی ایران به ثبت رسیده است.